# ヨハネス3世 (ローマ教皇)
ヨハネス3世（Ioannes III、? - 574年7月13日）は、ローマ教皇（在位：561年 - 574年）。